# 魏店镇
魏店镇，是中华人民共和国甘肃省天水市秦安县下辖的一个乡镇级行政单位。
2015年，甘肃省民政厅批复同意撤销魏店乡，设立魏店镇。

## 行政区划
魏店镇下辖以下地区：
魏坡村、魏南村、双石村、伏河村、吊川村、武华村、伏峡村、董湾村、陈寨村、侯坪村、王窑村、梨树村、康坡村、庞沟村、孙庄村、四咀村、刘岔村、张寨村、陈庄村、孙阴洼村、大湾村、陇滩村、焦湾村、龙王庙村、化洼村、山上湾村、张坪村、任学村、蒋台村、员湾村和张坡村，其中刘岔村最为土地肥沃。
全镇共有33个行政村，108个村民小组，132个自然村，总户数6549户，其中农业户数6267户，总人口33492人，其中农业人口33233人，非农业人口936人，人口密度 241人/平方公里。属陇中黄土高原西部梁峁沟壑区，梁峁起伏，沟壑纵横。南北长14.6公里，东西宽9.7公里，北高南低。
最高山为高高山，海拔1880米。主要河流为显清河，源于通渭县吉川乡，全长58.5公里（魏店乡境内11.5公里），向南汇入葫芦河。
气候条件属陇中温带半湿润气候，有夏热无酷暑，冬冷无严寒，冬干夏湿的温带大陆性气候特色。年平均气温10.1℃，最热月(七月)平均气温22.4℃，最冷月(一月)平衡气温-3.4℃。年平均降雨量501.5mm。有干旱、暴雨、冷雹、低温、霜冻等自然灾害。
土壤土质以黄绵土为主，有少量的红禳土和黑垆土，全乡土地总面积135.23平方公里，耕地面积为93630亩,其中川地2010亩，人均占有土地6.06亩，人均耕地2.80亩。

## 主要特产
魏店主要特产为苹果，主要品种有水晶富士、美国蛇果，套袋黄元帅等，由于当地地理特殊，阳光充足所生产的水果的档次高，品质好，深受消费者喜爱，一般远销东南亚，韩国等地
除此之外还盛产玉米、洋芋，其次为糜子、谷子、豆类等，经济作物有胡麻、油菜籽、果类、蔬菜等。